# Thromidia catalai
Thromidia catalai is een zeester uit de familie Mithrodiidae.
De wetenschappelijke naam van de soort werd in 1977 gepubliceerd door Pope & Rowe.